# El Eulma

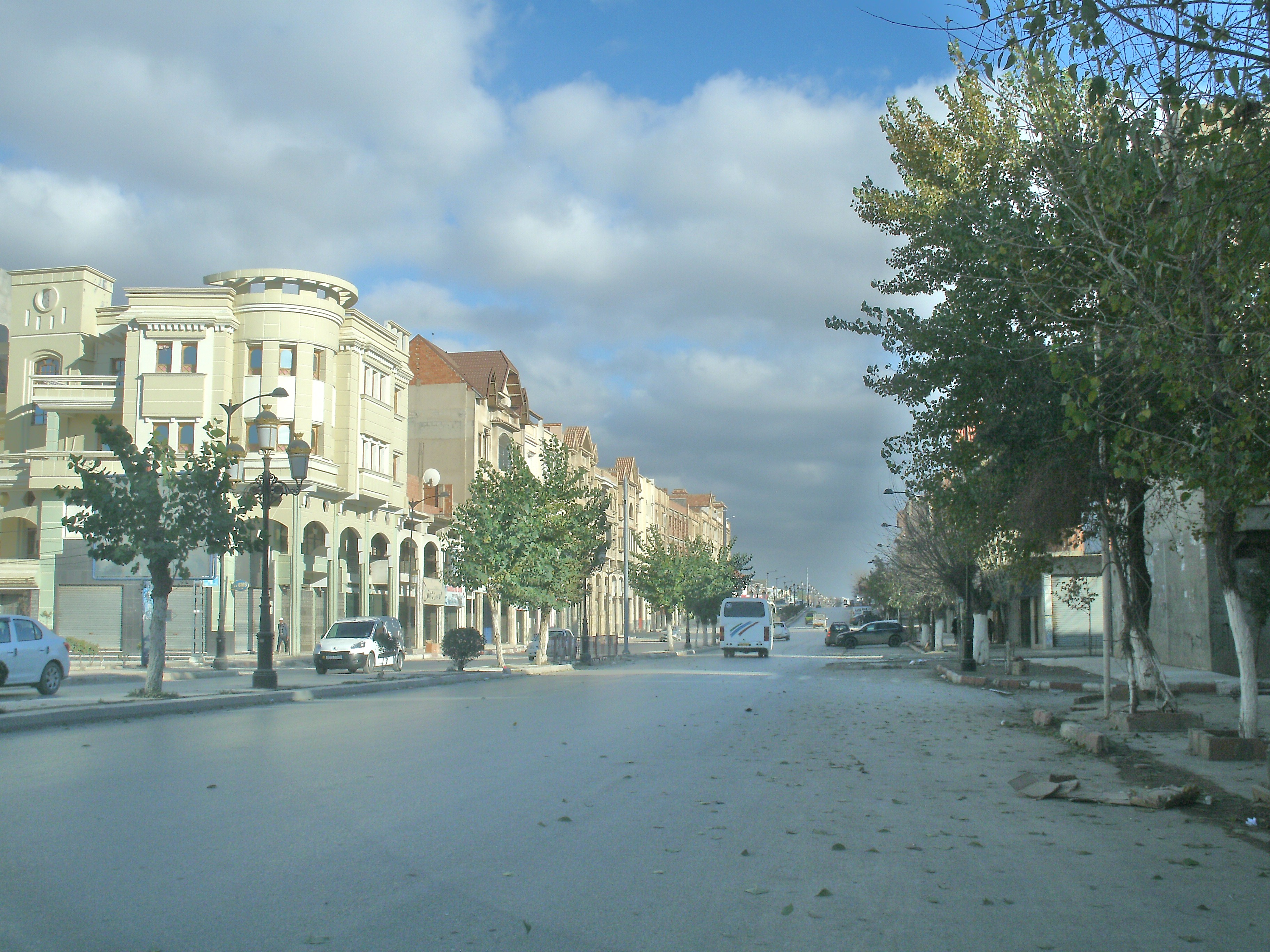
Huvudgatan i El Eulma

El Eulma (arabiska العلمة) är en stad och kommun i nordöstra Algeriet och är den näst största staden i provinsen Sétif. Folkmängden i kommunen uppgick till 155 038 invånare vid folkräkningen 2008, varav 145 380 invånare bodde i centralorten.